# Adrian Nelson
Adrian Nelson (Columbus (Ohio); 5 de octubre de 1999) es un jugador de baloncesto estadounidense que actualmente forma parte de la plantilla del JL Bourg-en-Bresse de la LNB Pro A francesa. Su posición es alero.

## Trayectoria deportiva

### Universidad
Nacido en Columbus (Ohio), Nelson comenzó su carrera en Pickerington High School North en Pickerington, Ohio, hasta 2018, fecha en la que ingresó la Universidad del Norte de Kentucky, situada en Highland Heights, Kentucky, donde jugaría durante cinco temporadas la NCAA con los Northern Kentucky Norse, desde 2018 a 2023.

### Profesional
El 17 de julio de 2023, firma por el Brose Bamberg de la Basketball Bundesliga.
El 30 de junio de 2024 fichó por el JL Bourg-en-Bresse de la LNB Pro A francesa.